# Unità 100
L'Unità 100 (in giapponese: 第百部隊?, Dai-hyaku butai) fu un'unità militare terrestre dell'esercito imperiale giapponese attiva dal 1936 al 1945 in Manciuria e nella Cina nordorientale, principalmente nel villaggio di Mokotan, a sud della città cinese di Changchun, parte del governo fantoccio di Manchukuo.

## Scopo
Ufficialmente chiamata "Reparto per la prevenzione delle malattie equine dell'armata del Kwantung", l'Unità 100 era stata creata per lo sviluppo di armi biologiche durante la guerra cino-giapponese (1937-45), ed era composta per la maggior parte da membri del Kempeitai, la polizia militare dell'esercito imperiale giapponese.
In particolare, lo scopo principale di questa unità era quello di condurre ricerche circa le malattie derivanti dagli animali. Poiché infatti la maggior parte degli eserciti era ancora in gran parte dipendente dai cavalli, l'esercito giapponese sperava di trovare un modo sia di uccidere gli animali stessi sia di usare questi ultimi come veicolo per infettare sia i soldati sia la popolazione civile nemica. Come dichiarato da alcuni ex appartenenti a quest'unità, infatti, molte sperimentazioni furono condotte su esseri umani.
In pratica, mentre l'Unità 731 era il reparto dedicato allo sviluppo di armi biologiche aventi un bersaglio prettamente umano, l'Unità 100, che era una delle sue nove unità satellite, era principalmente dedicata agli animali. Sebbene più piccola della sopraccitata Unità 731, all'Unità 100 furono comunque destinate vaste risorse con l'obbiettivo di raggiungere una capacità produttiva annuale di 1.000 kg di antrace, 500 kg di morva e 100 kg di ruggini. A causa del taglio dei fondi subito dall'unità man mano che la guerra procedeva, tale obbiettivo non fu mai raggiunto, ma l'Unità 100 fu comunque altamente produttiva. Si è, ad esempio, a conoscenza di un progetto relativo all'utilizzo di armi biologiche contro città sovietiche. A tale scopo da Ping Fang, il campo principale dell'Unità 731, presso la città di Harbin, furono inviate all’Unità 100 sei grandi stufe per la coltivazione dei batteri del tifo e del paratifo unitamente a 75 tonnellate di agar-agar, estratto di carne, peptoni e sale da usare per la preparazione del mezzo di coltura. Furono inviati anche 200 bidoni da usare per l’allevamento delle pulci e alla base dell'Unità 100, ogni mese, venivano rimandati a Ping Fang fino a 200 ratti e 200 topi bianchi utilizzati per la ricerca sulla peste.

## Struttura
Molte delle cose che si sanno oggi sull'Unità 100 e sulle attività portate avanti dai suoi membri ci sono note grazie alle confessioni di dodici ex appartenenti alle Unità 731 e 100. Tali confessioni furono rilasciate durante il processo intentato a carico dei dodici prigionieri dall'Unione Sovietica e svoltosi dal 25 al 30 dicembre 1949 presso Chabarovsk.
Si sa dunque che, oltre al quartier generale, situato, come detto, nel villaggio di Mokotan, a circa 10 km a sud di Changchun, l'unità aveva anche un distaccamento a Dairen e un altro a Hailar, sul confine sovietico, che fu poi trasferito a Koshan.
Posta sotto il controllo diretto del comando dell'armata del Kwantung, in particolare del tenente generale Takahashi, capo dell'amministrazione veterinaria della suddetta armata, l'Unità 100 era costituita da un numero di persone che variava da 600 a 800, a seconda del periodo, inclusi specialisti chimici, batteriologi, botanici e veterinari. L'unità era poi organizzata in cinque divisioni, una generale e quattro specializzate, ognuna costituita da più sezioni, ad esempio tra quelle della Divisione Generale c'erano la sezione di pianificazione e quella di ricerca. Così, la 1ª divisione era adibita all'effettuazione di analisi del sangue di cavalli e altri animali dell'armata del Kwangtun al fine di rilevare malattie come la morva o la piroplasmosi, mentre la 2ª divisione, costituita fino al 1943 da cinque sezioni e poi da sei, era principalmente dedicata alla sperimentazione e alla ricerca di armi batteriologiche. In particolare le sei sezioni della 2ª divisione avevano le seguenti funzioni:
- 1ª sezione: produzione di batteri dell'antrace;
- 2ª sezione: produzione di batteri della morva;
- 3ª e 4ª sezione: produzione di altre malattie infettive per il bestiame;
- 5ª sezione: produzione e coltivazione di agenti biologici per l'infezione e la distruzione dei cereali;
- 6ª sezione: produzione del virus della peste bovina.

## Testimonianze
Il sergente maggiore Kazuo Mitomo, membro dell'unità dall'aprile del 1941, descrisse così alcuni degli esperimenti condotti su esseri umani dall'Unità 100:
"Misi almeno un grammo di eroina all'interno di un po' di porridge, e diedi questa pappa a un cittadino cinese arrestato che lo mangiò; dopo circa 20 minuti, il prigioniero perse conoscenza e rimase in quello stato finché non morì, 15 o 16 ore dopo. Sapevamo che una simile dose di eroina gli sarebbe stata fatale, ma per noi non faceva nessuna differenza il fatto che lui vivesse o morisse. Su alcuni prigionieri ho portato avanti 5 o 6 esperimenti, testando l'azione dei semi di convolvolo e di ricino. Uno dei prigionieri di nazionalità russa divenne così esausto a causa degli esperimenti che non fu più possibile usarlo come cavia per i test e Matsui mi ordinò di uccidere quel russo con un'iniezione di cianuro di potassio. Dopo l'iniezione, l'uomo ovviamente morì. I corpi venivano sepolti nel cimitero del bestiame dell'unità."
Nel 1944, il capo dell'unità Yujiro Wakamatsu ordinò a Hirazakura Zensaku, del Servizio Veterinario, di acquistare centinaia di capi di bestiame e metterli a pascolare lungo il confine con l'Unione Sovietica a nord-est di Hailar, pronti per essere infettati attraverso una dispersione aerea di agenti patogeni. La speranza era che, in caso di un'invasione sovietica, questi animali si sarebbero mescolati con le mandrie locali, causando epidemie e distruggendo le scorte di cibo del nemico. Lo stesso Hirazakura aveva già partecipato sin dal luglio 1942, anno in cui entrò a far parte dell'Unità 100, ad azioni volte alla contaminazione sia dei corsi d'acqua sia dei pascoli nei pressi del confine sovietico.

## Agenti biologici impiegati
Di seguito una lista di alcuni degli agenti patogeni testati dall'Unità 100:
- Yersinia pestis, causa della peste;
- Burkholderia mallei, causa della morva nei cavalli: Akira Kuwabara, un impiegato civile dell'unità, testimoniò dopo la fine della seconda guerra mondiale, che l'Unità 100 aveva liberato cavalli infettati con la morva;
- Bacillus anthracis, causa dell'antrace.

## Dissoluzione al finire della seconda guerra mondiale
Come nel caso dell'Unità 731, anche per quanto riguarda l'Unità 100 le operazioni e gli esperimenti continuarono fino alla fine della guerra e di fatto terminarono con l'invasione russa di Manchukuo e Mengjiang nell'agosto 1945.
Dopo l'agosto 1945, in seguito alla resa del Giappone, il generale statunitense Douglas MacArthur fu nominato comandante supremo delle forze alleate, sovrintendendo alla ricostruzione del Giappone durante l'occupazione Alleata. Dopo poche settimane dal suo insediamento, nel settembre 1945, egli incaricò il tenente colonnello Murray Sanders di indagare circa alcune notizie che l'intelligence statunitense aveva sentito riguardo al programma di guerra biologica giapponese, e poco dopo Murray fu affiancato da un vero e proprio team. Dopo le prime difficoltà si arrivò in tempi relativamente brevi, ossia all'inizio del 1946, ad avere elementi sufficienti per dichiarare i capi dell'Unità 731 e delle altre unità simili, compresa la 100, criminali di guerra. Tali elementi erano però derivati direttamente dalle confessioni di costoro, confessioni che erano state rilasciate solo in cambio della minaccia di far intervenire i sovietici nella faccenda e, forse, di una promessa di immunità. A metà del 1947, MacArthur inviò al Comitato di Coordinamento del Dipartimento di Stato, della Marina e della Difesa una richiesta di immunità per gli imputati, richiesta che fu approvata dal ministero della difesa il 13 marzo del 1948, in cambio, si dice della consegna agli statunitensi dei risultati delle ricerche condotte nei vari distaccamenti. In effetti, l'11 marzo 1948 solo 30 persone furono processate dagli Stati Uniti d'America per i crimini commessi dalle unità dedite allo sviluppo di armi batteriologiche, di queste, 23 furono ritenute colpevoli e cinque furono condannate a morte, ma nessuna sentenza fu mai eseguita, ed entro il 1958 tutti i condannati erano liberi. Dopo la fine della guerra, molti dei coinvolti nell'attività delle varie unità fecero carriera, in Giappone, anche in ambito universitario e medico. Tra gli ex membri dell'Unità 100, ad esempio, Yujiro Wakamatsu, il già citato ex capo dell'unità, divenne membro scientifico dell'Istituto Nazionale della Salute e lavorò per vari istituti sanitari specializzandosi nella ricerca pediatrica sulle infezioni da streptococco.
L'Unione Sovietica decise però di portare avanti un proprio processo inerente all'utilizzo e allo sviluppo di armi biologiche da parte dei giapponesi, e chiese quindi, nel 1949, di poter accedere a quanto ricavato dalle indagini statunitensi. Tale richiesta fu però ignorata dalle autorità americane, sia per il crescente clima di tensione che si stava sviluppando e che sarebbe poi sfociato nella guerra fredda, sia perché, secondo molti, gli USA non volevano che tali segreti militari finissero anche in mani sovietiche. Nonostante questo, i sovietici individuarono comunque, come già detto, dodici imputati, di cui due, Zansaku Hirazakura e Kazuo Mitomo, direttamente operativi nell'Unità 100, che furono processati e condannati da 2 a 25 anni di lavori forzati nei campi di lavoro siberiani. Anche i russi ottennero informazioni circa i risultati raggiunti dai giapponesi nelle loro attività criminali, informazioni che poi utilizzarono durante la costruzione dell'impianto di ricerca sulle armi biologiche di Sverdlosk.